# Lahmacun

Il Lahmacun (in turco Lahmacun - pronuncia Lamagiun , armeno: Լահմաջո, dal termine in arabo لحم عجين‎?) è una ricetta della tradizione medio orientale. Chiamata anche pizza turca è uno spuntino di pane sottile con carne, di solito ovino o di bovino, verdure finemente tritate e spezie. Lahmacun di solito è offerto nelle varianti piccante e normale.
Si è anche diffuso a Gerusalemme dopo l'arrivo degli ebrei provenienti da Urfa (sud-est della Turchia), che tradizionalmente aggiungono alla carne una salsa di tamarindo.

## Accompagnamento
Viene spesso servito con l'accompagnamento di ayran o şalgam o arrotolato attorno a verdure tra cui cetrioli in salamoia, pomodori, peperoni, cipolle, lattuga o melanzane arrostite.

## Ingredienti
- 250g di farina
- 160g di acqua tiepida
- 9g di lievito di birra fresco (io 5g)
- 1 cucchiaino di sale
- 1 cucchiaino di zucchero

### Per il condimento

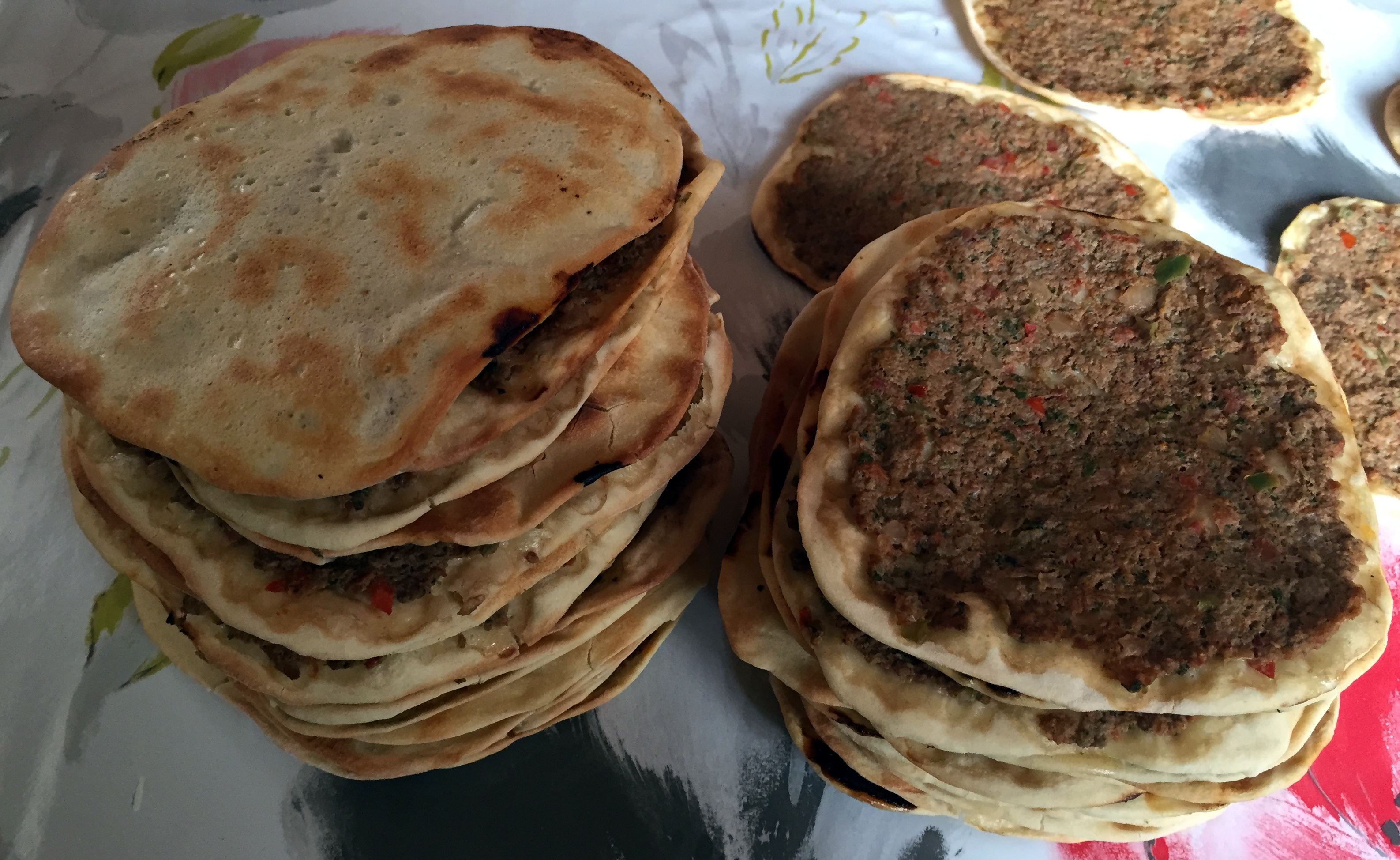
Lahmacun

- 125g di carne macinata di agnello o manzo
- 1 cipolla piccola
- 2 spicchi di aglio
- 1-2 peperoni verdi tipo friggitelli
- 3 cucchiai di concentrato di pomodoro
- 1 pomodoro
- 1 manciata abbondante di prezzemolo
- 1/2 cucchiaino di cumino in polvere
- 1/2 cucchiaino di paprika dolce
- sale, pepe nero macinato fresco
- un goccio di olio extravergine di oliva
- pomodori, lattuga, anelli di cipolla, limone a spicchi per condire una volta cotto